# Ummidia pustulosa
Espèce
Synonymes
- Pachylomerus pustulosus Becker, 1879

Ummidia pustulosa est une espèce d'araignées mygalomorphes de la famille des Halonoproctidae.

## Distribution
Cette espèce est endémique du Mexique. Elle se rencontre au Guanajuato, au Jalisco et au Sinaloa.

## Description
La femelle holotype mesure 22 mm.

## Systématique et taxinomie
Cette espèce a été décrite sous le protonyme Pachylomerus pustulosus par Becker en 1879. Elle est placée dans le genre Pachylomerides par Strand en 1934 puis dans le genre Ummidia par Roewer en 1955.

## Publication originale
- Becker, 1879 : « Description d'aranéides exotiques nouveaux. » Annales de la Société entomologique de Belgique, (Comptes Rendus), vol. 22, p. 140-145 (texte intégral).